# Фидлер, Артур
Артур Фидлер (17 декабря 1894 — 10 июля 1979) — американский дирижер, известный своим сотрудничеством с Бостонским симфоническим оркестром и Бостонским оркестром популярной музыки.

## Жизнь и карьера
Фидлер родился в Бостоне, штат Массачусетс, в семье Йоханны (Бернфельд) и Эмануэля Фидлера. Его родители были австрийскими еврейскими иммигрантами. Его отец был скрипачом, игравшим в Бостонском симфоническом оркестре, а мать была пианисткой. Он вырос в Бостоне и посещал Бостонскую латинскую школу, пока его отец не ушёл на пенсию в начале 1900-х годов. В 1910 году семья переехала в Вену, Австрия, а вскоре переехала в Берлин, где с 1911 по 1915 год молодой Фидлер учился игре на скрипке в Берлинском университете искусств (Hochschule für Musik Berlin) под руководством Вилли Хесса. В начале Первой мировой войны Фидлер вернулся в Бостон. В 1915 году он присоединился к Бостонскому симфоническому оркестру под управлением Карла Мука в качестве скрипача. Он также работал пианистом, органистом и перкуссионистом.
В 1924 году Фидлер основал Boston Sinfonietta, оркестр камерной музыки, состоящий из членов Бостонского симфонического оркестра, и начал серию бесплатных концертов на открытом воздухе.
В 1930 году Фидлер был назначен восемнадцатым дирижером Бостонского оркестра популярной музыки. Фидлер сделал это делом своей жизни, занимая эту должность в течение полувека.
Под руководством Фидлера Бостонский оркестр популярной музыки сделал больше записей, чем любой другой оркестр в мире, большинство из них с звукозаписывающим лейблом RCA Victor, а общий объём продаж превысил 50 миллионов долларов. Записи начались в июле 1935 года в Бостонском Симфоническом зале с RCA Victor, включая запись мировой премьеры «Jalousie» Яоба Гаде, которая в конечном итоге разошлась тиражом более миллиона экземпляров, и первую полную запись Рапсодии в стиле блюз Джорджа Гершвина. (с Хесусом Марией Санромой в качестве солиста, примерно в то же время они также сделали первую запись Piano Concerto No. 2 Эдуарда Мак-Доуэлла).
В 1946 году он дирижировал Бостонским оркестром популярной музыки в одной из первых американских записей, посвященных отрывкам к фильму «Дуэль под солнцем», музыка Дмитрия Темкина.
20 июня 1947 года оркестр Фидлера участвовал в записи одноактного комедийного балета «Парижское веселье», музыка Жака Оффенбаха. В 1950 году эта запись в конечном итоге была выпущена лейблом RCA в формате их первого долгоиграющего классического альбома (в каталоге ей дали номер LM-1001). В 1954 совместно с RCA они записали ту же музыку используя многоканальную аппаратуру. Иногда Бостонский оркестр популярной музыки совместно с Фидлером записывали классические произведения, которые были фаворитами, но не считались «легкими», как большинство произведений, которыми он дирижировал. Он сделал только одну запись с Бостонским симфоническим оркестром — Симфония № 9 А. Дворжака. Фидлер и Бостонский оркестр популярной музыки записывались исключительно с RCA Victor до 1970 года, для выпуска классических релизов они стали сотрудничать с Deutsche Grammophon (совладелец Polydor Records), а для аранжировок их поп-музыкальных композиций с London Records. Его последний альбом, посвященный диско, назывался Saturday Night Fiedler.
Фидлер также работал с Симфоническим оркестром популярной музыки в течение 26 лет (начиная с 1949 года) и дирижировал многими другими оркестрами по всему миру. В 1950 и 1951 годах он был ведущим дирижером нескольких еженедельных радиопередач, дирижируя Симфоническим оркестром Сан-Франциско в War Memorial Opera House. Выступления затем были выпущены на аудиокассете.
В очень редких выездных выступлениях Фидлер принимал приглашение дирижировать оркестрами средней школы Джона Херси Дона Канева. После просмотра их последних записей он дал добро. Канева сказал: «Я был чрезвычайно счастлив, когда он сказал, что примет наше приглашение, после того, как услышал недавнюю запись оркестра». В 1971 и 1972 годах Фидлер в итоге дважды дирижировал для оркестра Канева. В заключительном выступлении 1972 года оркестр открыл симфоническую часть концерта «Праздничной увертюрой» Дмитрия Шостаковича, а затем «Американским салютом» Мортона Гулда. Он также дирижировал «Серенатой» Лероя Андерсона в школьном оркестре.
У Фидлера было много разных увлечений. Он был очарован работой пожарных и в любое время дня и ночи ездил на собственном автомобиле на большие пожары в Бостоне и его окрестностях, чтобы понаблюдать за работой пожарных. Его даже сделали «Почетным капитаном» пожарной службы Бостона. Ряд других пожарных команд вручили ему почетные пожарные каски и / или значки. Официальная биография Фидлера сообщает, что дирижер однажды помогал в спасательных операциях во время трагического пожара в клубе «Коконат Гроув» в Бостоне в 1942 году. Заядлый моряк, в первые дни Второй мировой войны он добровольно работал во временном резерве береговой охраны США и позже был членом Вспомогательной службы береговой охраны.
Фидлер дирижировал на церемонии открытия Диснейуорлд по национальному телевидению в 1971 году. Он также появлялся в Evening at Pops, которые транслировались станциями PBS по всей стране.
В 1972 году Фидлер был удостоен почетной степени доктора музыки в Музыкальном колледже Беркли.
Современная публика больше всего помнит Фидлера во время его дирижирования Бостонским оркестром популярной музыки на концертной площадке на открытом воздухе Hatch Memorial Shell 4 июля 1976 года, во время празднования двухсотлетия США.